# Раденович, Драган
Драган Раденович (серб. Драган Раденовић, 12 апреля 1951 г, Сараево, ФНРЮ) — сербский и российский художник, скульптор, профессор университета и российский академик, лауреат международних наград.  В марте 2024 года получил российское гражданство.

## Биография

### Семья
Драган Раденович родился в семье Радивоя Раденовича, офицера ЮНА, и Ранджии (Максимович). В браке родились две дочери и сын.

### Образование
Драган Раденович имеет высшее юридическое образование. С 1973 по 1987 год работал в Федеральном секретариате внутренних дел, в Службе государственной безопасности Югославии.
Он был советником по национальной безопасности Сербии и Черногории 2003 - 2004 гг.
Он также окончил отделение скульптуры факультета прикладного искусства в Белграде в 1982 году. Имеет степень магистра искусств и степень доктора философии.

### Достижения
Раденович внес наибольший вклад в области искусства, художественной педагогики и теории искусства. Его скульптуры находятся в важных мировых музеях и частных коллекциях. Он является автором скульптур для двух важных ежегодных премий в Голливуде, штат Калифорния: Mary Pickford Award и Nikola Tesla Award. Лауреат первой премии за скульптуру Taylor foundation за работу «Око Всевидящего» на выставке в Большом дворце Париж в 2010 году.
Он участвовал в десятках персональных выставок и нескольких сотнях коллективных выставок в стране и за рубежом. Лауреат премии за художественные достижения и вклад в развитие теории искусства. Мастерская и парк скульптур скульптора Раденовича расположены на Циганском брдо над Гроцкой, недалеко от Белграда.
В качестве профессора художественной академии Раденович преподает базовую скульптурную дисциплину — моделирование и теорию языка визуальной коммуникации. Он является членом многих международных творческих и научных организаций и участником важных проектов. С 1980 года является членом Ассоциации художников Сербии, членом и основателем ЮСТАТ-а. Он является членом Американской ассоциации художников, Гильдии скульпторов и Международной ассоциации художников при Организации Объединенных Наций.
В 1979 году он был секретарем кафедры для логистики и системы Центра междисциплинарных исследований Белградского университета.
Он является действительным членом Российской академии художеств, которая была основана в 1757 году императрицей Екатериной Великой как Императорская Академия художеств. В настоящее время эта академия является старейшим учреждением такого характера в мире.

### Скульптура «Крик»
В 2023 году Драган Раденович создал скульптуру «Крик», увековечив память Президента союзной республики Югославия Слободана Милошевича. Памятник был изготовлен Раденовичем в Сербии и доставлен в Москву, находится на временном хранении в мотоклубе «Ночные Волки» . 

### Памятник Виталию Чуркину
Драган Раденович создал памятник в честь Виталия Чуркина, бывшего постоянного представителя России при ООН. Открытие памятника произошло 21 февраля 2019 года в деревне Маринкино, Владимирской области, где находился дом родителей Чуркина. Скульптура выполнена в технике "экспрессивной лепки" и изображает дипломата в образе античного оратора, с тогой на одной руке. Открытие памятника сопровождалось торжественной церемонией и гашением почтовых карточек с изображением монумента. Памятник стал символом признания заслуг Чуркина как на международной, так и на местной арене.

### Памятник Стиву Джобсу
Бюст основателю компании Apple, выполненный в монументальном стиле, отражает влияние и наследие Стива Джобса в мире технологий.

## Теоретические работы

### Монографии
- Petrović, Radmilo; Radenović, Dragan (2008): Kulturno nasleđe islama. Beograd: Atelje Vizantija.
- Petrović, Radmilo; Radenović, Dragan (2010): Dizajn i savremena umetnost. Beograd: Metaphysica.

### Эссе
- Раденовић, Драган; (2018): Модернизам и постмодернизам. У: Лукић, Александар (ур.): Филозофија етоса : споменица Симу Елаковићу. Београд: Српско филозофско друштво, стр. 218-221.
- Раденовић, Драган (2018): Фашизам, граница — запад : расправа о савременом фашизму. У: Филозофија и слобода. Београд : Српско филозофско друштво, стр. 211-219.

### Каталоги выставок
- Раденовић, Драган (2008): Раденовић : скулптуре : Модерна галерија, Лазаревац, јун 2008. Лазаревац: Центар за културу.
- Раденовић, Драган; Radenović, Dragan (2009): Драган Раденовић : ево човека : изложба, Крагујевац, 2009. Београд: Графолик.
- Radenović, Dragan (2007): Dragan Radenović : raspeća : = crocifissioni. Beograd: R. Petrović; Ministarstvo kulture Srbije.
- Раденовић, Драган (2010): Выставка „Cë, человек - Ecce homo : Императорская академия художеств, Москва”, 2010. Београд: Графолик.
- Radenović, Dragan (2012): Radenović : skulptura, sculpture : čovek u savremenom svetu, main in a contemporary world : Оzone, 30. april — 6. maj 2012. Beograd: Ozone.
- Раденовић, Драган; Милеуснић, Драган; Живковић, Миодраг (2014): Живковић, Милеуснић, Раденовић : три : Национална галерија, Београд, 17. јун-17. јул 2014. год. Уредио Горча Стаменковић. Београд: Д. Раденовић.
- Раденовић, Драган (2015): Драган Раденовић : гавран ананда у савременом свету : скулптуре : Културни центар Новог Сада, Трибина младих, август 2015. Нови Сад: Културни центар Новог Сада.